# 欧普斯陶塞尔
欧普斯陶塞尔，是匈牙利琼格拉德州所辖的一个村。总面积59.50平方公里，总人口2279，人口密度38.3人/平方公里（2011年1月1日）。